# Lycon
Lycon (Oudgrieks: Λύκων) was een Atheens redenaar (eind 5e / begin 4e eeuw v.Chr.) die zich in 399 had aangesloten bij Anytus en Meletus als derde aanklager in het proces van Socrates.
Van de drie aanklagers is over Lycon het minst bekend. Hij was een demagoog, en zou een van de officiële woordvoerders geweest zijn, die met het Atheense volk onderhandelde, om de tekst van nieuwe wetten en decreten in stemming te kunnen brengen. De blijspeldichter Aristophanes nam zijn losse zeden en zijn drankprobleem op de korrel.
Tijdens het proces tegen Socrates vertegenwoordigde Lycon persoonlijk de grieven van het ambacht der redenaars, die door Socrates herhaaldelijk werden aangevallen wegens het gemak waarmee zij soms een loopje met de Waarheid durfden te nemen.
 Portaal Oudheid · Athene · Geschiedenis van Griekenland · Geschiedenis van Athene